# Palácio-Velódromo Luis Puig
O Palacio-Velódromo Luis Puig e uma arena localizada em Valência, Espanha, tendo capacidade para 6.000 espectadores e possuindo um velódromo e uma pista de atletismo de 200 m,principalmente para esportes em pista coberta.
O ginásio foi inaugurado em 1992, e sediou a Copa do Mundo de Ciclismo de Pista, do mesmo ano e o  Campeonato Mundial de Atletismo em Pista Coberta de 2008